# Gorgonops
Gorgonops (z gr. "twarz gorgony") jest nazwą rodzajową drapieżnego terapsyda, żyjącego pod koniec permu (około 255-250 milionów lat temu) na terenie obecnej południowej Afryki, wchodzącej wtedy w skład Pangei. Był typowym przedstawicielem gorgonopsydów, największych drapieżników swoich czasów, z których największe dochodziły do 4 metrów długości ciała. Cechą charakterystyczną tych zwierząt było posiadanie dużych kłów oraz niektórych innych cech charakterystycznych dla ssaków. Istnieje przypuszczenie, że gorgonopsydy były stałocieplne, jednak nie ma na to bezpośrednich dowodów.
Gorgonops był dość dużym przedstawicielem swojej grupy. Długość jego czaszki wynosiła 20–35 cm, zależnie od poszczególnych gatunków.
Okaz należący do gatunku Gorgonops torvus był jednym z pierwszych opisanych w historii terapsydów. Dokonał tego Richard Owen, twórca nazwy taksonomicznej "dinozaury". Ten sam okaz został użyty w 1890 przez Richarda Lydekkera do opisania rodziny Gorgonopsidae.

## Gatunki

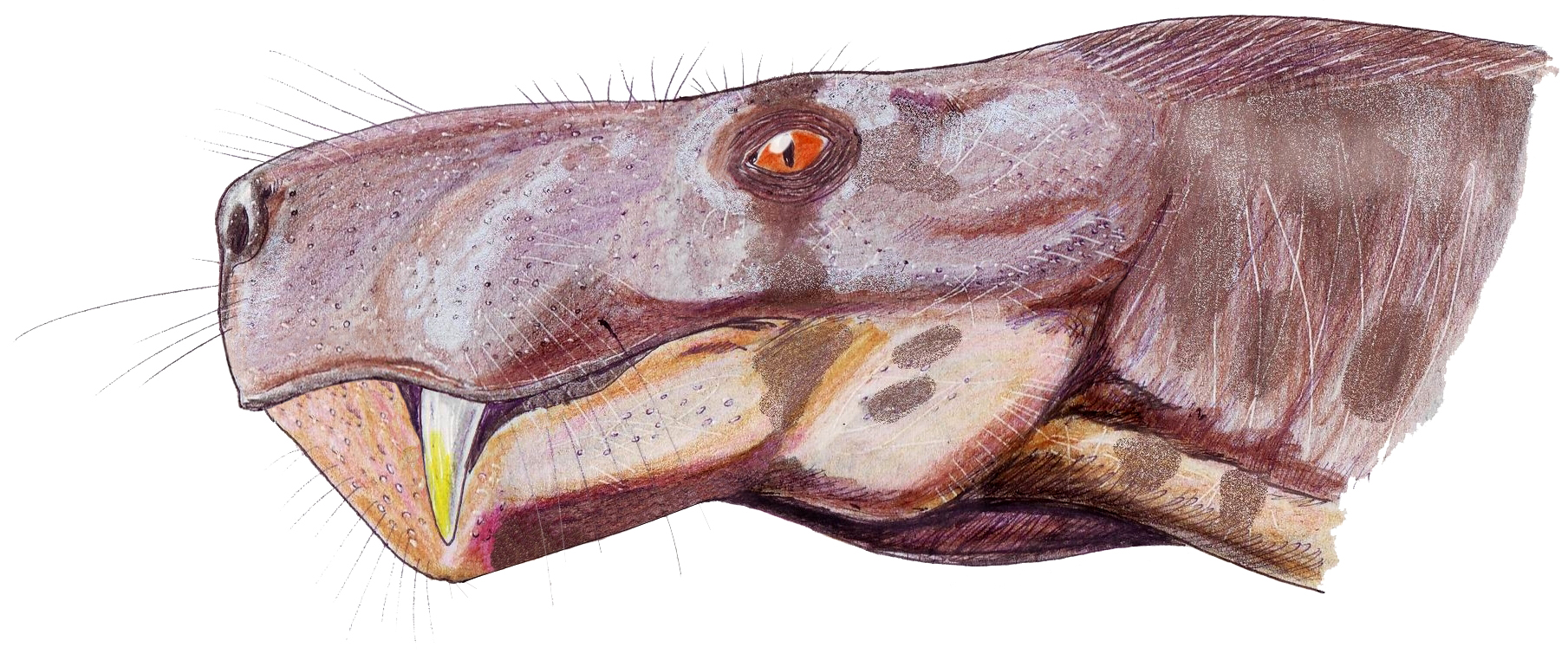
rekonstrukcja głowy

Poniższa lista bazuje na pracy Sigogneau-Russel (1989). Od czasu jej napisania, stan badań chronologii w obrębie basenu Karru zmienił się. Nawiązując do Smitha i Keysera (1995), nowe szczątki gorgonopsa znane są z warstw tropidostomy i cistecefala. Fakt ten znalazł swój wyraz w poniższej liście.

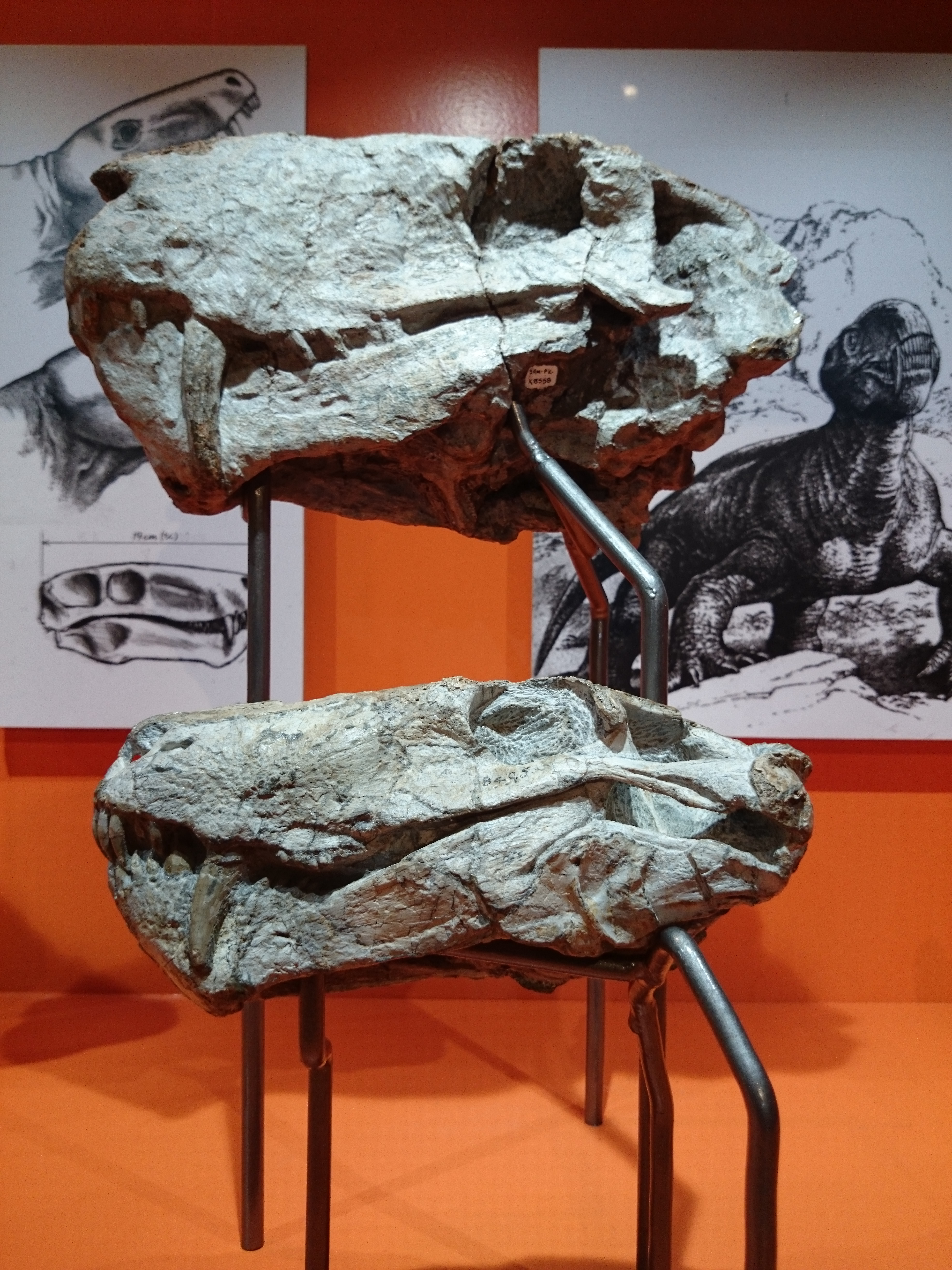
dwie czaszki gorgonopsów

- Gorgonops torvus (Owen 1876); Wspomniany wyżej okaz, który stał się podstawą (holotypem) wyodrębnienia rodzaju, reprezentowany jest przez niekompletną, spłaszczoną czaszkę, odkrytą w okolicach Fort Beaufort w Republice Południowej Afryki. Odkryto ponadto kilka okazów w geologicznych warstwach szczątków tropidostomy i/lub cistecefala. G. torvus był średniej wielkości terapsydem, z czaszką długości 20 cm. Cechą charakterystyczną był nieco wydłużony pysk zwierzęcia oraz kilka innych detali czaszki. Obecnie, w przeciwieństwie do wcześniejszych ocen, uważa się go za wyspecjalizowanego członka swego rodzaju.
- Gorgonops longifrons (Haughton 1915); duży okaz znany z niekompletnej, spłaszczonej czaszki o długości 35 cm. Jego oczodoły są większe, a pysk dłuższy niż u G. whaitsi, który mógł być jego przodkiem. Zwierzę odkryto w Beaufort West (warstwa geologiczna tripodostomy/cistecefala). Początkowo nosił nazwę Gorgonognathus longifrons (Haughton 1915).
- Gorgonops whaitsi (Broom 1912); był większy niż G. torvus. Oba gatunki różniły się też proporcjami czaszki (np. tył czaszki G. whaitsi był szerszy). Pierwotnie gatunek ten nazwany został przez Brooma Scymnognathus whaitsi (1912). Pomimo że dysponujemy licznymi okazami zwierzęcia z Beaufort West (warstwa tropidostomy/cistecefala), gatunek ten jest mało poznany. Watson i Romer przyporządkowali na przykład gorgonopsa i scymnognata do dwóch różnych rodzin, podczas gdy Sigogneau-Russel uznał G. torvus i G. whaitsi za przedstawicieli tego samego rodzaju (przy czym ten drugi został uznany za formę bardziej pierwotną).

Istnieją też problematyczne gatunki (ze względu na pozycję systematyczną, bądź będące po prostu synonimami innych gatunków):
- Gorgonops(?) dixeyi (Haughton 1926); duża, niekompletna czaszka o spłaszczonym kształcie, odkryta w Malawi. Szczątki pochodzą prawdopodobnie z dolnej warstwy cistecefala (środkowy wucziaping). Początkowo Haughton nazwał zwierzę Chivetasaurus dixeyi.
- Gorgonops(?) kaiseri (Broili & Schroeder 1934); duża (prawdopodobnie 35 cm całkowitej długości), niekompletna czaszka. Pysk wysoki. Część tylna węższa niż u innych gatunków. Znaleziono ją w górnej warstwie tapinocefali (oznacza to, że jest starszy niż inne gatunki). Początkowo nazwany przez odkrywców Pachyrhinos kaiseri.
- Gorgonops (?) eupachygnathus (Watson 1921); spłaszczona, niekompletna czaszka średniej długości. Mogła należeć do osobnika młodocianego, lub do G. torvus albo G. whaitsi. Odkrywca nadał mu kilka nazw w 1921 roku: Scymnosuchus whaitsi, Scymnognathus whaitsi, Leptotrachelus eupachygnathus i Leptotracheliscops eupachygnathus.

## Gorgonops w mediach
Gorgonops pojawił się w dwóch odcinkach angielskiego serialu "Siły pierwotne" i był błędnie nazywany dinozaurem.
Pojawił się także w serii wędrówki z potworami BBC, jako czołowy drapieżnik permu.
| ← mln lat temuGorgonops |          |            |          |          |           |         |          |         |          |           |      |    |
| Prekambr←4,6 mld        | Kambr541 | Ordowik485 | Sylur443 | Dewon419 | Karbon359 | Perm299 | Trias252 | Jura201 | Kreda145 | Paleog.66 | Ng23 | Q2 |